# 陳哲 (永安縣知縣)
陳哲，福建漳州府龍溪縣人，明朝政治人物。举人出身。

## 生平
嘉靖三十七年（1558年）戊午科福建鄉試舉人，隆庆四年（1570年），擔任廣東廣州府永安縣知縣（現紫金縣）。后由袁應祈接任。